# الجمال الحقيقي (مسلسل كوري جنوبي)
الجمال الحقيقي (اللغة الكورية : 여신강림) هو مسلسل تلفزيوني جنوب كوري مقتبس عن قصة ويبتون تحمل نفس الاسم، صدر في عام 2020، من بطولة مون جا يونغ، تشا إن وو وهوانغ ان يوب، يحكي العمل قصة فتاة في المدرسة الثانوية تعاني من عقدة نقص فيما يتعلق بمظهرها، وفتى في المدرسة الثانوية له ماض مظلم، وكيف تتطور القصة عندما يلتقيان ببعضهما البعض.
عرض العمل لأول مرة في كوريا الجنوبية على قناة تي في إن في 9 ديسمبر 2020، كما أتيح للبث خارج كوريا الجنوبية عبر عدة منصات منها فيو وراكوتين فيكي.
في أواخر ديسمبر 2020، تم إيقاف التصوير مؤقتًا بعد أن ثبتت إصابة الممثل "Kim Byung-Chun" بفيروس كورونا 2019.

## ملخص
تعرضت طالبة المدرسة الثانوية ايم جو كيونغ البالغة من العمر 18 عامًا (مون قا يونغ)، والتي تعاني من عقدة نقص فيما يتعلق بمظهرها للتمييز المستمر من قبل عائلتها والتخويف من قبل زملائها بسبب باعتبارها قبيحة، بدأت في تعلم كيفية استخدام المكياج عن طريق مشاهدة مقاطع الفيديو التعليمية على الإنترنت وسرعان ما اتقنت استخدام المكياج قبل أن تنتقل إلى مدرستها الجديدة لتصبح في غاية الجمال وترتفع إلى الشهرة ويطلق عليها زملائها لقب «إلهة».
على الرغم من شعبيتها الحديثة لا تزال جو كيونغ تعتبر نفسها قبيحة، وخوفها الأكبر أن يرى أقرانها وجهها الحقيقي. ويحدث هذا فعلاً للأسف عندما يتعرف عليها زميلها الوسيم لي سو هو (تشا اين وو) والذي قد صادفته سابقًا بوجهها الخالي من المكياج عدة مرات، يحظى سوهو بشعبية كبيرة بين الطالبات في المدرسة، لكنه يكره أن يكون مركز الاهتمام المستمر، لديه مخاوفه الخاصة ويخفي سرًا مظلمًا يطارده لفترة طويلة. إضافة إلى ذلك، هناك هان سيو جون الجامح (هوانغ إن يوب) المرتبط بماضي سوهو ويحب جو كيونغ أيضًا.

## طاقم المسلسل

### الأدوار الرئيسية
- مون جا يونغ بدور ايم جو كيونغ / جو بال
  - لي غو اين بدور جو كيونغ الطفلة: طالبة في الصف 2-5 في مدرسة سايبوم الثانوية تتقن فن المكياج وتحول نفسها إلى «إلهة». منذ طفولتها تعرضت جو كيونغ للتمييز المستمر من قبل عائلتها والتخويف من قبل زملائها بسبب اعتبارها قبيحة. هذا يقودها إلى عقدة النقص فيما يتعلق بمظهرها، والأسوأ من ذلك، التفكير في الانتحار. في النهاية، بدأت في تعلم كيفية استخدام المكياج من خلال مشاهدة مقاطع الفيديو التعليمية على الإنترنت وتتقن استخدام المكياج قبل انتقالها إلى مدرسة سايبوم الثانوية وتصبح بارعة الجمال وترتفع إلى الشهرة ويطلق عليها زملائها لقب «إلهة». إنها تحاول قصارى جهدها لإخفاء مظهرها الحقيقي عن الجميع باستثناء زميلها في الفصل سوهو التي صادفته سابقًا بوجهها الخالي من المكياج عدة مرات، ثم تعرف عليها فيما بعد. وعلى عكس معظم الفتيات، فإن جو كيونغ مدمنة على قراءة كتب الرعب المصورة والاستماع إلى موسيقى الهيفي ميتال.

- تشا إن وو بدور لي سوهو
  - لي سيونغ وو بدور سوهو الطفل: طالب في الصف 2-5 في مدرسة سايبوم الثانوية يحظى بشعبية كبيرة بسبب مظهره الوسيم المذهل، لكنه يحمل سرًا مظلماً من ماضيه. يبدو سوهو أن لديه كل شيء - المظهر، والدرجات الجيدة، والمال ومهارات كرة السلة الممتازة - لكن عائلته المفككة وحادث مأساوي قبل عام يحوله إلى فتى بارد يكره أن يكون مركز الاهتمام. يلتقي أولاً مع جو كيونغ في أعلى مبنى شاهق، عندما كانت جو كيونغ تفكر في الانتحار، ومنعها من القفز من المبنى.

يشارك سوهو جو كيونغ بحب كتب الرعب المصورة ويصادفها أحيانًا داخل متجر الكتب الهزلية الذي يترددان عليه. ويواجه جو كيونغ الجميلة في مدرسة سايبوم الثانوية وسرعان ما يتعرف على حقيقتها من غير مكياج.
- هوانغ اين يوب بدور هان سي جون: طالب في الصف 2-5 في مدرسة سايبوم الثانوية. أفضل صديق سابق لـ سوهو. سي جون طالب وسيم ويحظى بنفس شعبية سوهو في مدرسة سايبوم الثانوية، وعلى الرغم من كونه «ولدًا سيئًا» قاسي المظهر، إلا أنه شخص لطيف ومحب، خاصة لوالدته وأخته. أدى حادث مأساوي قبل عام إلى قطع صداقته مع سوهو وأصبحا منذ ذلك الحين أعداءًا.

- بارك يو نا بدور كانغ سو جين: طالب في الصف 2-5 في مدرسة سايبوم الثانوية. سو جين هي جمال طبيعي وفتاة ذكية من عائلة ثرية. أصبحت صديقة مع الطالبة المنقولة الجديدة جو كيونغ. لديها أيضًا مشاعر تجاه سوهو، دون علمه وعلم بقية المدرسة.

### الأدوار الأخرى
- ام هيون سانغ بصفته مالك متجر الكتب الهزلية " Prince Comics" الذي يذهب إليه جو كيونغ وسوهو كثيرًا.
- لي جو آن في دور تشوي مين سيك.
- غو وو ري بدور سيلينا لي: فنانة مكياج شهيرة تقدرها جو كيونغ والذي تبين أنها أخت سو هو الكبرى.

### ظهور خاص
- لي تاي ري [7] بدور وانغ هيون بين: خبير التغذية الوسيم في مقصف مدرسة يونغبا الثانوية كانت جو كيونغ معجبه به (الحلقة 1).

• كيم تايهـيونغ (الحلقة 11).
- كانغ تشان هي بدور جونغ سي يون: أفضل صديق لـ سوهو وسي جون الذي انتحر بالقفز من مبنى شاهق (الحلقة 1.4).
- اوك جو ري بصفتها امرأة من الحي (الحلقة 1).
- تشا يونغ أوك بصفتها امرأة من الحي (الحلقة 1-2).
- لي جي ووك [7] بدور بيك كيونغ (الحلقة 4): زميل وخطيب دان أوه.[ا]

- كيم هي يون [7] بدور إون دان أوه (الحلقة 4): زميلة بيك كيونغ وخطيبته؛ حبيبة هارو. [أقل ألفا 1]

## نسبة المشاهدة
| الموسم | الموسم | رقم الحلقة | رقم الحلقة | رقم الحلقة | رقم الحلقة | رقم الحلقة | رقم الحلقة | رقم الحلقة | رقم الحلقة | رقم الحلقة | رقم الحلقة | رقم الحلقة | رقم الحلقة | رقم الحلقة | رقم الحلقة | رقم الحلقة | رقم الحلقة | المتوسط |
| الموسم | الموسم | 1          | 2          | 3          | 4          | 5          | 6          | 7          | 8          | 9          | 10         | 11         | 12         | 13         | 14         | 15         | 16         | المتوسط |
| ------ | ------ | ---------- | ---------- | ---------- | ---------- | ---------- | ---------- | ---------- | ---------- | ---------- | ---------- | ---------- | ---------- | ---------- | ---------- | ---------- | ---------- | ------- |
|        | 1      | 1083       | 1000       | 1162       | 1178       | 1095       | 1086       | 1154       | 973        | 1361       | 1120       | 1216       | 1107       | 1215       | 1143       | 1353       | 1270       | 1157    |

| 1 | 09 ديسمبر 2020 | 3.573% (2nd) | 4.056٪ (2nd) |
| 2 | 10 ديسمبر 2020 | 3.626٪ (1st) | 3.963٪ (1st) |
| 3 | 16 ديسمبر 2020 | 3.813% (2nd) | 4.711% (2nd) |
| 4 | 17 ديسمبر 2020 | 3.586٪ (1st) | 3.824% (1st) |
| 5 | 23 ديسمبر 2020 | 3.859%(2nd)  | 4.293%(2nd)  |
| 6 | 24 ديسمبر 2020 | 3.333% (1st) | 3.724% (1st) |
| 7 | 6 يناير 2021   | 3.892% (2nd) | 4.198% (2nd) |
| 8 | 7 يناير 2021   | 2.909% (1st) | 3.003% (1st) |
| 9 | 13 يناير 2021  | 4.265% (2nd) | 4.938% (2nd) |
| 10 | 14 يناير 2021  | 3.411% (1st) | 3.870% (1st) |
| 11 | 20 يناير 2021  | 3.850% (2nd) | 4.303% (2nd) |
| 12 | 21 يناير 2021  | 3.418% (1st) | 4.069% (1st) |
| 13 | 27 يناير 2021  | 4.000% (2nd) | 4.547% (2nd) |
| 14 | 28 يناير 2021  | 4.125% (1st) | 4.802% (2nd) |
| 15 | 3 فبراير 2021  | 4.579% (2nd) | 5.371% (2nd) |
| 16 | 4 فبراير 2021  | 4.458% (1st) | 5.087% (1st) |
| متوسط | متوسط          | 3.794%       | 4.297%       |
| - في الجدول أعلاه تمثل الارقام التي باللون الأزرق (أدنى نسبة مسجلة) والارقام التي باللون الأحمر تمثل ( أعلى نسبة مسجلة ) - يتم بث هذه الدراما على قناة الكابل / التلفزيون المدفوع (قناة خاصة)والتي عادة ما يكون جمهورها أصغر نسبيًا مقارنةً بالمحطات التلفزيونية / العامة. (KBS ، SBS ، MBC ، EBS). |                |              |              |

## الإنتاج

### صناعة
- التخطيط العام: لي ميونغ هان (tvN).[9]
- تخطيط الإنتاج: كيم يونغ كيو (S.D).
- فريق العمل: استوديو إن & بون فكتوري.[10][11]

### عن الإنتاج
في يوليو 2019 أعلن عن تحويل ويبتون الجمال الحقيقي إلى دراما. في أغسطس 2020، تم ختيار مون جا يونغ وتشا اين وو وهوانغ اين يوب للادوار الرئيسية، عُقدت الجلسة الأولى لقراءة السيناريو في أكتوبر 2020. تم إطلاق لقطات من التصوير في 10 نوفيمبر 2020.
تجمع هذه الدراما بين تشا اين وو وبارك يو نا، اللذين عملا معًا في دراما جي تي بي سي ذات الطابع المماثل ''جمال قانقنام'')

## روابط خارجية
- الموقع الرسمي
 (بالكورية)
- True Beauty على VIKI
- الجمال الحقيقي في Daum (بالكورية)
- Webtoon في Naver (بالكورية)